# 라인네카어 뢰벤
라인네카어 뢰벤(독일어: Rhein-Neckar Löwen)은 독일 만하임을 연고로 하는 핸드볼팀이다. 현재 핸드볼 분데스리가 소속이며 2002년에 창립된 팀이다.